# Vancouver Maritime Museum
Das Vancouver Maritime Museum ist ein Schifffahrtsmuseum im Stadtteil Kitsilano der kanadischen Stadt Vancouver. Das Museum ist Mitglied der Canadian Museums Association (CMA), des Canadian Heritage Information Network (CHIN) sowie des Virtual Museum of Canada. Es liegt unmittelbar westlich des False Creek im Vanier Park an der Küste der English Bay und damit in unmittelbarer Nachbarschaft zum Museum of Vancouver und zum H. R. MacMillan Space Centre. Zum Museum gehört auch ein kleiner Museumshafen.
Das Museum organisiert wechselnde Ausstellungen zur Geschichte der Seefahrt und besitzt eine entsprechende Bibliothek sowie eine große Sammlung von Schiffsmodellen. In einer Werkstatt können Besucher den Modellbauern bei der Arbeit zuschauen.

## Ausstellungsobjekte (Auswahl)

### Schoner St. Roch
Herzstück der Ausstellung ist die St. Roch, ein Schoner der Royal Canadian Mounted Police. Dieses Schiff war 1940–42 unter Kapitän Henry Larsen das erste, das die Nordwestpassage in der in West-Ost-Richtung, also vom Pazifik zum Atlantik, vollendete. Seit 1958 liegt das Schiff permanent in einem Trockendock. Um dieses herum wurde das Museumsgebäude errichtet.
Die Reise der St. Roch wurde am 20. Mai 1943 durch die kanadische Regierung zu einem „nationalen historischen Ereignis“ erklärt. Das Schiff selber wurde am 15. Mai 1962 zu einer „nationalen historischen Stätte“ erklärt.

### Forschungstauchboot Ben Franklin
Ein weiteres wichtiges Ausstellungsstück ist das Forschungstauchboot Ben Franklin. Mit diesem, im Außenbereich des Museums aufgestellten, Mesoskaph driftete Jacques Piccard mit dem Golfstrom und erforschte ihn.

## Abbildungen

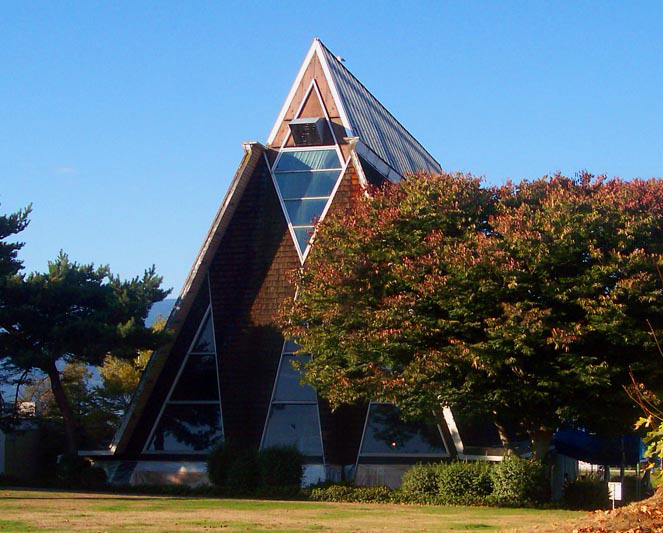
Außenansicht des Vancouver Maritime Museum
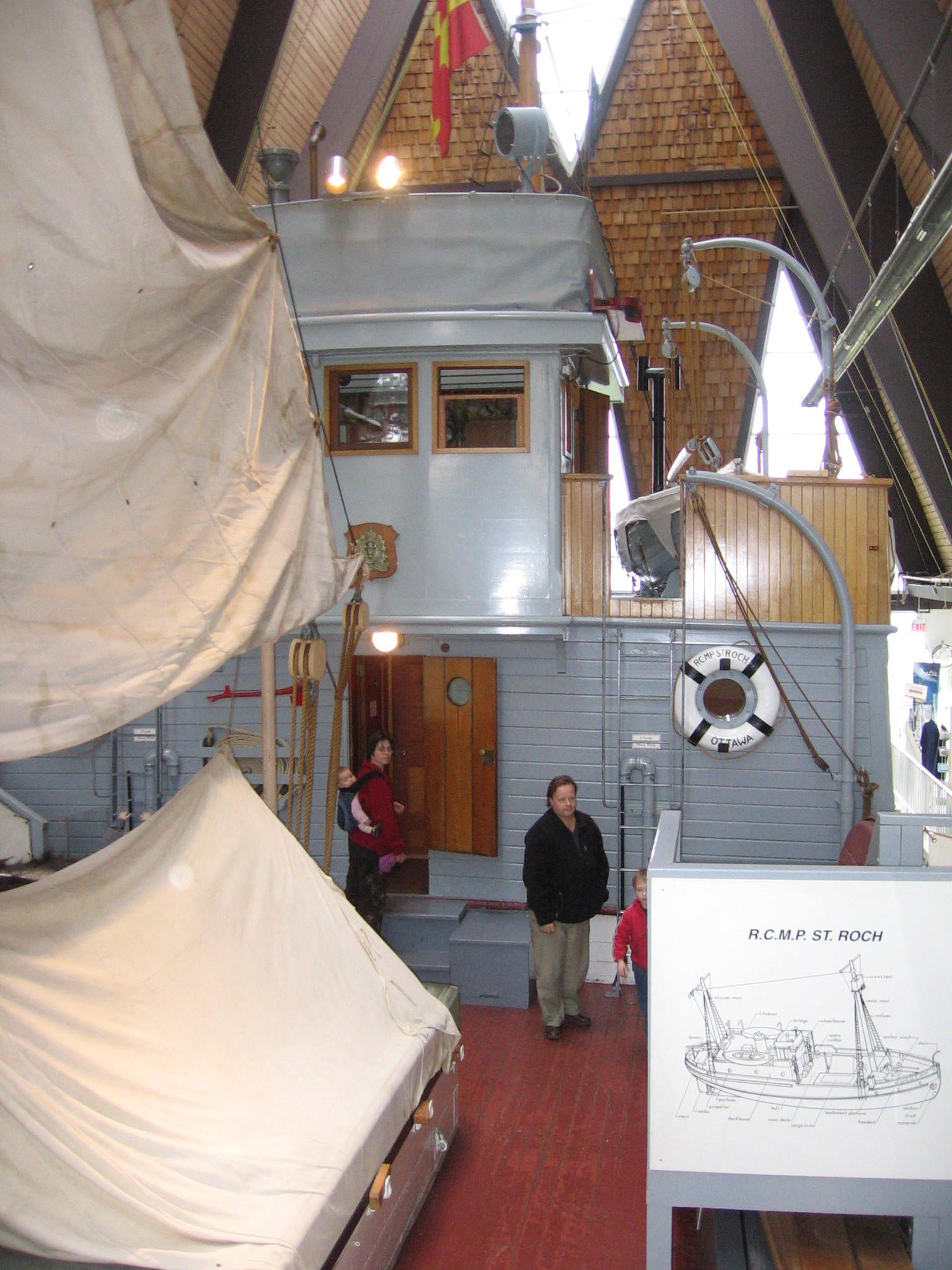
Schoner St. Roch
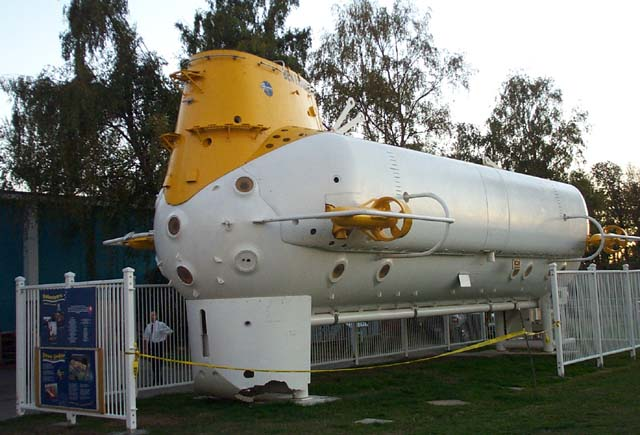
Tauchboot Ben Franklin